# Jun Nagao
Jun Nagao (Japans: 長生 淳, Nagao Jun) (Ibaraki, 1 maart 1964) is een Japans componist.

## Levensloop
Nagao studeerde van 1984 tot 1989 aan de Tokyo National University of Fine Arts and Music onder andere bij Teruyuki Noda en Masayuki Nagatomi en schreef eerst arrangementen voor orkesten en harmonieorkesten van klassieke werken. Daarna schreef hij eigen werken. De Yamaha Symphonic Band gaf hem verschillende opdrachten voor harmonieorkest. In 2000 won hij de Toru Takemitsu Composition Award met zijn orkestwerk L'été-L'oubli rouge. Verder werd hij bekroond met de Japan Symphony Foudation Composition Award in 2002. 

## Composities

### Werken voor orkest
- 2000 L'été-L'oubli rouge
- 2002 Le printemps－L'illusion bleue voor orkest
- 2004 L’automne – La permanence blanche voor orkest
- 2005 Fertile Tears voor trompet en orkest
- 2005 Mantei no Toki, voor hobo en orkest
- 2005 Symbiosis, voor trompet en orkest
- 2006 Prime-Climb-Drive, voor saxofoonkwartet en orkest
- Gentle Song voor orkest
- Kantaesitys voor orkest

### Werken voor harmonieorkest
- 1997 Reminiscence
- 2005 Saiwai no Ryu
- 2005 Souten no shizuku
- 2005 Fluttering Maple Leaves
- 2005 Kompeki no Hatou
- 2007 Auspicious Snow
- 2007 The Everlasting Trunk
- 2008 Sing with Sincerity
- 2008 Triton
- 2012 Un Moment Parfumé
- 幸いの龍 - Der Glücksdrache, voor harmonieorkest
- Four Seasons of Trouvert voor altsaxofoon en harmonieorkest
- La saison lumineuse du vent vert
  1. Dolente
  2. Larghetto
  3. Moderato
  4. Vivo
- Nami no Ho
- Wavetops

### Kamermuziek
- 2002 Quatuor de Saxophones
  1. Perdre
  2. Chercher
  3. Aspirer
  4. Trouver
- 2003 Your Kindness voor altsaxofoon en piano
- 2004 The Planets by Trouvere voor saxofoonkwartet
  1. Comets
- 2005 Lovers on the Celestial Sphere, voor sopraansaxofoon, tenorsaxofoon en piano
- 2006 Shall We Sax?, voor saxofoonkwartet
- 2006 Sonate, voor eufonium en piano
- 2007 The Tale of Fukakusa, voor 8 klarinetten
- 2008 Paganini Lost, voor 2 altsaxofoons en piano
- 2008 Kurokami-no..., voor hobo, hoorn en piano
- Dawn Passage voor vier klarinetten
- Futarishizuka voor fluit solo
- Icare voor trombone en piano
- Purity voor fluit solo
- Rhapsody over "Carmen" van Georges Bizet voor saxofoonkwartet en piano

### Werken voor piano
- 2005 Dream of an Old Tree, voor piano vierhandig
- 2006 Beads of Memories

### Werken voor harp
- 2007 Hana-ichirin

### Filmmuziek
- 1995 Romance of the Three Kingdoms IV - Wall of Fire ook onder de titel Sangokushi 4

- CiNii: DA11465877
- Gemeinsame Normdatei: 136630774
- International Standard Name Identifier: 0000 0000 8324 190X
- Library of Congress Control Number: no2006011490
- MusicBrainz: 5946c7ab-6731-42b5-87c6-bee9804a081c
- Bibliotheek van het Japanse parlement: 00847914
- Virtual International Authority File: 1881149068525165730009